# Антес, Рудольф
Рудо́льф А́нтес (нем. Rudolf Anthes; 1 марта 1896, Гамбург — 5 января 1985, Берлин) — немецкий египтолог.

## Биография
Антес окончил школу в Наумбурге в 1914 году. В 1914—1918 годах находился на фронте, в боях лишился глаза. До призыва в армию изучал теологию и историю Древнего мира в Тюбингенском университете, после войны продолжил обучение на теолога в Грайфсвальдском университете, но в конечном итоге решил не связывать свою судьбу с богословием и перешёл в Берлинский университет на отделение египтологии. В 1923 году защитил докторскую диссертацию у Адольфа Эрмана, оказавшего большое влияние на научные интересы Антеса. Окончив учёбу, Антес в течение семи лет работал над словарём египетского языка. В 1927—1929 годах Антес служил ассистентом в Германском археологическом институте в Каире и принимал участие в раскопках в Луксоре. Во время экспедиций 1931—1932 и 1932—1933 годов Антес работал на раскопках с Уво Хёльшером в Мединет-Хабу. В 1929 году Антес работал помощником в Египетском музее в Берлине, в 1931 году получил должность доцента в Университете Галле. В 1931—1937 годах служил приват-доцентом в Галле и с 1932 года являлся хранителем университетской коллекции. С 1932 года Антес работал сначала куратором, а в 1935 году стал преемником Генриха Шефера на посту директора Египетского музея. Его чрезмерная погружённость в работу привела к проблемам со здоровьем. В 1940 году директором Египетского музея был назначен Гюнтер Рёдер, а Антес остался работать в музее куратором до 1943 года. В 1943—1945 годах Антес работал на таможне, по другой версии служил в вермахте в Чехословакии.
В 1945 году Антес провёл несколько месяцев в советском плену, освободившись, вновь возглавил музей и оставался на этой должности до 1950 года, когда его сменил Зигфрид Моренц. В 1946 году Антес был приглашён на преподавательскую работу в Берлинский университет, в 1947 году получил звание профессора египетской археологии и женился. В 1950 году по приглашению выехал из ГДР в США. С сентября 1951 года преподавал египтологию в Пенсильванском университете и курировал университетскую древнеегипетскую коллекцию. Участвовал в археологических экспедициях в Египте в 1955 и 1956 годах. В 1963 году Антес вышел на пенсию и вернулся в Западный Берлин.

## Сочинения
- Die Felseninschriften von Hatnub nach den Aufnahmen Georg Möllers. Hinrichs, Leipzig 1928 (= Untersuchungen zur Geschichte und Altertumskunde Aegyptens. Band 9).
- Lebensregeln und Lebensweisheit der alten Ägypter. Hinrichs, Leipzig 1933 (= Der Alte Orien. Band 32, Heft 2)
- Meisterwerke ägyptischer Plastik. Günther, Berlin 1941 (= Die Sammlung Parthenon.).
- Die Büste der Königin Nofret Ete. Mann, Berlin 1954.
  - auch mehrere Auflagen in englisch: The Head of queen Nofretete.
- Ägyptische Theologie im dritten Jahrtausend v. Chr. ELTE, Budapest 1983 (= Etudes publiées par les Chaires d’Histoire Ancienne de l’Université Loránd Eötvös de Budapest. Band 35; Studia Aegyptiaca. Band 9).